# Megaceras jason
Megaceras jason är en skalbaggsart som beskrevs av Fabricius 1775. Megaceras jason ingår i släktet Megaceras och familjen Dynastidae. Utöver nominatformen finns också underarten M. j. stuebeli.